# No Doubt
No Doubt es una banda de rock alternativo estadounidense de Anaheim, California, formada en 1986. Durante la mayor parte de su carrera, la banda estuvo formada por la vocalista Gwen Stefani, el guitarrista Tom Dumont, el bajista Tony Kanal y el baterista Adrian Young. Desde mediados de la década de 1990, fueron apoyados por el trombonista y teclista Gabrial McNair y el trompetista y teclista Stephen Bradley en presentaciones en vivo.
Aunque su álbum debut homónimo de 1992 no tuvo impacto, su seguimiento inspirado en el ska punk, The Beacon Street Collection, vendió más de 100 000 copias en 1995, más del triple que su predecesor. El álbum de la banda, certificado como diamante, Tragic Kingdom (1995) se benefició del resurgimiento del ska de tercera ola en la década de 1990, y «Don't Speak», el tercer sencillo del álbum, que estableció un récord cuando pasó 16 semanas en el número uno en la lista Billboard Hot 100 Airplay. «Just a Girl», coescrita por Stefani, fue descrita como «la versión más popular del CD».
El siguiente álbum del grupo, Return of Saturn (2000), a pesar de su éxito en el top 40 «Simple Kind of Life», no alcanzó el éxito de su álbum anterior, pero recibió elogios de la crítica y fue nominado a Mejor Álbum de Rock en la 43.ª edición de los Grammy. Quince meses después, la banda reapareció con el álbum Rock Steady (2001), que incorporó música reggae y dancehall a su trabajo. El álbum se grabó principalmente en Jamaica y contó con colaboraciones de los artistas jamaicanos Bounty Killer, Sly and Robbie y Lady Saw. El álbum produjo dos sencillos ganadores de premios Grammy, «Hey Baby» y «Underneath It All». «Hella Good» también fue nominada a un premio Grammy. El 22 de noviembre de 2002, No Doubt recibió la Llave de la ciudad de Anaheim, entregada por el alcalde de Anaheim, Tom Daly, en Disneyland durante la aparición de la banda en (KROQ-FM) donde interpretaron cinco canciones. Después de una gira de 2004, la banda se embarcó en proyectos en solitario, con Stefani lanzando dos exitosos álbumes en solitario, Love. Angel. Music. Baby. (2004) y The Sweet Escape (2006), mientras que Tom Dumont lanzó su propio proyecto musical en solitario, Invincible Overlord. En 2008, la banda volvió a trabajar lentamente en su sexto y último esfuerzo, titulado Push and Shove (2012), y lanzó su sencillo «Settle Down». Han vendido más de 33 millones de discos en todo el mundo.

## Historia

### Formación, primeros años y cambios de formación (1986-1989)
Eric Stefani y John Spence se conocieron en un Dairy Queen y hablaron sobre formar un grupo para tocar música. Stefani adquirió un teclado y reunió a algunos músicos para practicar; estos lo incluían a él mismo (teclados), su hermana Gwen Stefani (coros), John Spence (voz principal), Jerry McMahon (guitarra), Chris Leal (bajo), Chris Webb (batería), Gabriel González (trompeta), Alan Meade (trompeta) y Tony Meade (saxofón). Practicaron en el garaje de los padres de Eric.
Tony Kanal fue a uno de los primeros shows de la banda y pronto se unió a la banda como bajista. Después de rechazar inicialmente sus avances, comenzó a salir con Gwen, pero mantuvieron su relación en secreto durante un año, sintiendo que era una regla tácita que nadie en la banda saliera con ella. Paul Caseley (trombón) también se unió a la banda en 1987. Eric Carpenter (saxofón) se unió a la sección de vientos poco después. El grupo actuó en una fiesta de graduación en el patio trasero de Orange High School el 6 de junio de 1987 con otras dos bandas de ska de California. En la fiesta, el set de No Doubt incluyó «Total Hate», «Too Much Pressure», «Danger», «Paulina», «Gangsters» y la canción «No Doubt». Los videoclips de la fiesta han aparecido en Behind the Music de VH1.
En diciembre de 1987, Spence se suicidó, varios días antes de que la banda tocara en The Roxy Theatre para los empleados de la industria discográfica. No Doubt se disolvió pero decidió reagruparse después de varias semanas con Alan Meade asumiendo la voz. Cuando Meade dejó la banda, Gwen lo reemplazó como cantante principal, y No Doubt continuó desarrollando seguidores en vivo en California. A principios de 1988, Tom Dumont dejó Rising, una banda de heavy metal de la que era miembro con su hermana, afirmando que a las bandas locales de metal «les gustaba beber, usar Spandex», pero que él quería concentrarse en la música. Se unió a No Doubt y reemplazó a Jerry McMahon como guitarrista de la banda. Adrian Young reemplazó a Chris Webb como baterista al año siguiente. Durante este período de tiempo, No Doubt tocó en universidades locales, Fender's Grand Ballroom, The Whisky, The Roxy, muchos espectáculos con The Untouchables, Fishbone y un espectáculo con los Red Hot Chili Peppers en Cal State Long Beach. Caseley dejó No Doubt en julio de 1989 para unirse a la US Navy Band.[cita requerida]

### Álbum debut homónimo (1990-1992)
Impresionado por la presencia de fanáticos del buceo en el escenario en los conciertos de No Doubt y la presencia de Gwen en el escenario, Tony Ferguson firmó con la banda un contrato de varios álbumes con la recién creada Interscope Records en 1990. El álbum debut homónimo de No Doubt finalmente se lanzó en 1992, pero no incluía sencillos de radio, aunque se hizo un video para «Trapped in a Box». El sonido pop claramente optimista del álbum contrastaba marcadamente con el movimiento grunge entonces dominante. Debido al enfoque directo del mundo de la música en el grunge, el álbum de No Doubt no fue apoyado por el sello discográfico y fue considerado un fracaso comercial por vender solo 30 000 copias. La banda se embarcó en una gira nacional en apoyo del álbum, aunque Interscope se negó a apoyar la gira. La banda no logró atraer al público que había atraído en el sur de California y, a menudo, descubrió que No Doubt ni siquiera estaba disponible en las ciudades donde tocaba. Eric Stefani comenzó a retirarse del grupo, vacilando entre estar dentro y fuera de la banda.

### Reorganización y avance profesional (1993-1997)
La banda comenzó a trabajar en su próximo álbum al año siguiente, pero Interscope rechazó gran parte de su material y la banda fue emparejada con el productor Matthew Wilder. A Eric no le gustaba ceder el control creativo a alguien fuera de la banda y finalmente dejó de grabar y ensayar. Dejó No Doubt en 1994 para reanudar una carrera de animación con la serie de televisión de dibujos animados Los Simpson. Kanal luego terminó su relación de siete años con Gwen, diciendo que necesitaba «espacio». Sin saber qué hacer con la banda, Interscope sublicencia el proyecto a Trauma Records en 1993. No Doubt lanzó The Beacon Street Collection, que consta de tomas descartadas de sus sesiones de grabación anteriores, en 1995 en su propio sello, Beacon Street Records. Mezclando el punk rock de los 80 y algunas influencias grunge en el sonido de la banda, el álbum contiene un sonido más crudo que No Doubt, y vendió más del triple de copias que su predecesor. Más tarde ese año, Trauma Records lanzó Tragic Kingdom, gran parte del cual trata sobre la relación entre Tony Kanal y Gwen Stefani.
El lanzamiento de Tragic Kingdom de 1995 y el sencillo "Just a Girl" permitieron al grupo lograr el éxito comercial principal. No Doubt comenzó una gira de promoción del álbum a finales de ese año y se convirtió en una gira internacional de 27 meses. En 1996, el segundo sencillo, "Spiderwebs", tuvo éxito, y "Don't Speak", una balada escrita por Gwen y Eric Stefani sobre la ruptura de Gwen y Kanal, fue lanzada como el tercer sencillo y rompió el récord anterior cuando encabezó el Billboard Hot 100 Airplay durante dieciséis semanas no consecutivas. No Doubt fue nominado a dos premios Grammy por Mejor Artista Nuevo y Mejor Álbum de Rock en los Premios Grammy de 1997. A finales de año, la mitad de las canciones de Tragic Kingdom se habían lanzado como sencillos y el álbum fue certificado ocho veces platino. Más tarde, fueron nominados a dos premios Grammy más por Canción del año y Mejor interpretación pop de un dúo o grupo con voz, ambos por "Don't Speak". La Recording Industry Association of America certificó el álbum diamante en febrero de 1999, y con ventas mundiales de dieciséis millones. A través del éxito de Tragic Kingdom, el álbum debut homónimo de la banda comenzó nuevamente a vender copias y alcanzó ventas totales de más de un cuarto de millón de copias.
El lanzamiento del álbum provocó una disputa entre Trauma e Interscope Records sobre el contrato de grabación de No Doubt. Trauma demandó por US $ 100 millones por incumplimiento de contrato, fraude y extorsión y buscó que se terminara su acuerdo de empresa conjunta, alegando que Interscope había incumplido su contrato después de que la banda tuvo más éxito de lo esperado. No Doubt había declarado previamente que se había cambiado a Trauma Records y que la transición fue "realmente genial... porque ahora tenemos la atención y el enfoque de un pequeño sello independiente". El caso se resolvió fuera de los tribunales con un pago de $3 millones.

### 2000:Return of Saturn
Después de tres años sin actividad, el 11 de abril de 2000 vio la luz Return of Saturn, el cuarto álbum del grupo, que se colocó en el segundo puesto del Billboard 200, tras su lanzamiento. El título de este disco se debe a que a los 29 años (lo que tarda Saturno en dar una vuelta completa al sistema solar) de vida de un ser humano, se alcanza el momento de la vida, necesario para entenderse a uno mismo. Este álbum recibió muy buena crítica hasta de aquellos a quienes no les gustaba el estilo de la banda, gracias a sencillos como "Ex-Girlfriend". Otros sencillos lanzados en este álbum fueron "Simple Kind of Life", "Bathwater", del que existe un remix lanzado en 2004, y "New", que forma parte de la banda sonora de la película Go (1999). Las letras compuestas para este disco se notaron más maduras en comparación a sus antiguos trabajos, mientras que el sonido se nota un poco más trabajado y limpio que antes.

### 2001:Rock Steady
Después de Return of Saturn, llegó Rock Steady, que fue lanzado al año siguiente, el 11 de diciembre de 2001. Un álbum con un notable cambio de sonido al que No Doubt nos tenía acostumbrados; mientras que en este álbum el uso de sintetizadores fue notable, las guitarras estridentes disminuyeron, haciéndolo un disco más Pop y pegajoso que los anteriores. El disco incluyó 13 canciones; sencillos "Hella Good", "Hey Baby" con Bounty Killer (ambos con un gran éxito y el segundo galardonado en los Grammy a La Mejor Canción Pop), "Underneath It All" con Lady Saw (por la que se llevaron el Grammy en la misma categoría que Hey Baby) y "Running". El videoclip de esta última, es un resumen de todo lo vivido por la banda durante sus comienzos en 1992. Nos muestra una retrospectiva en la que podemos ver a Gwen de 16 años. En 2003 la banda lanza "Rock Steady Live", un DVD con un concierto en vivo, en el que cantan sus nuevas canciones y también éxitos y buenas canciones pasadas del grupo. Hasta agosto de 2012, Rock Steady vendió 2 800 000 copias en los Estados Unidos, donde fue certificado doble disco de platino por la RIAA. El álbum incluye la canción Waiting room que la compuso el grupo, pero que después de enviar la canción la cantante del grupo a Prince, este la reescribió, la produjo, tocó los teclados e hizo los coros. Fue grabada en el propio estudio de Prince. Según la propia cantante la canción ganó muchos puntos gracias a Prince.

### 2003-2007:The Singles 1992-2003y Receso musical
En 2003, No Doubt, lanza The Singles 1992-2003, un recopilatorio de todos los sencillos lanzados desde 1992. Este recopilatorio incluye la versión del grupo de la canción de Talk Talk: "It's My Life", la cual tuvo éxito considerable. Hasta agosto de 2012, The Singles 1992-2003 vendió 2 500 000 copias en los Estados Unidos, donde fue certificado doble disco de platino por la RIAA. Posteriormente lanzaron otra recopilación llamada Boom Box, que es una edición especial con 2 discos compactos y 2 DVD:
The Singles 1992 - 2003, The Videos 1992 - 2003 (DVD videográfico del grupo), Everything in Time (con todos los remixes y demos de otras canciones de No Doubt) y Live In The Tragic Kingdom (DVD con el concierto en directo de la gira de Tragic Kingdom).
En 2004, después de una extensa gira mundial, la banda anuncia que tomarían un descanso fuera de los escenarios, mientras Gwen Stefani decide lanzarse como solista, aclarando que era solo un proyecto y que la banda no se desintegraría. Así fue cuando a finales del 2004 Gwen lanzó su primer álbum solista Love Angel Music Baby, en el cual se notan influencias de la música pop de los 80, hip hop y dance. Un álbum con sonido totalmente distinto a lo que es No Doubt. Su álbum debut logró vender 7 millones de copias alrededor del mundo, por lo que se rumoreaba que después del éxito de Gwen, la banda se desintegraría de forma definitiva. Entre tanto, Gwen sacó en 2006 su segundo y último disco como solista: The Sweet Escape. Posterior a esto, se supo que No Doubt se reuniría.

### 2008: Regreso a los escenarios
A finales de 2008, No Doubt confirmó en su web oficial que en 2009 regresaría con una gira tocando sus antiguas canciones. Así, La banda de Gwen Stefani empieza a cumplir su palabra y en mayo de 2009 da comienzo a su gira llamada Summer Tour, la cual logró vender más de 750.000 entradas, tan solo en los Estados Unidos.
Según ha declarado Gwen Stefani: "La verdadera razón que nos impulsó a emprender esta gira fue la de divertirnos, volver a tocar nuestros temas favoritos e inspirarnos para componer nuevo material. Nos hace sentir bien volver a estar de nuevo juntos".

### 2012:Push and Shove
La banda entró al estudio en mayo de 2010, para comenzar las grabaciones del que sería su sexto álbum. El 27 de julio fue su primera actuación en vivo, con una canción nueva, por el programa "Good Morning America" y se promocionó el sencillo "Stand and Deliver" en ese mismo mes; exactamente a 11 años desde que publicaron su último disco y a 25 años desde su formación como No Doubt.
El 11 de junio de 2012, la banda anunció en su página oficial que el nuevo álbum saldría el 25 de septiembre, precedido por su primer sencillo el 16 de julio. El nuevo álbum se tituló Push and Shove y su primer sencillo "Settle Down". El vídeo musical de la canción fue dirigido por Sophie Muller (quien anteriormente había realizado numerosos vídeos musicales de No Doubt).
El 29 de agosto en el programa de radio de Ryan Seacrest estrenaron la canción que le da nombre al álbum "Push and Shove", la canción fue producida por Diplo y cuenta con las colaboraciones de Busy Signal y Major Lazer. El 25 de septiembre, día del lanzamiento del álbum estrenaron el vídeo para esta canción, lanzado como sencillo promocional. El segundo sencillo del álbum es "Looking Hot", en el que contó con un vídeo polémico que debió retirar de su cuenta en YouTube al recibir críticas por ser insensible con los nativos americanos.

### Actualidad
Actualmente, la banda se encuentra en un hiato indefinido, debido a que sus miembros andan embarcados en otros proyectos paralelos: Gwen Stefani lanzó su tercer disco como solista, This Is What the Truth Feels Like, en 2016, mientras que en el mismo año Tom Dumont, Tony Kanal y Adrian Young, en conjunto con Davey Havok, anunciaron su participación en una nueva banda llamada DREAMCAR.

### 2024: Anuncio de gira
En 2024 la banda anunció su regreso a los escenarios, donde participarán en el Festival Coachella.

## Miembros

### Miembros actuales
- Gwen Stefani - Voz (1986-presente) (vocalista principal desde 1987), coros (1986-1988)
- Tom Dumont - Guitarra y teclados (1987-presente)
- Tony Kanal - Bajo, teclados y saxofón (1987-presente)
- Adrian Young - Batería (1989-presente)
- Gabrial McNair - Trombón, teclados y coros (1992-presente)
- Stephen Bradley - Trompeta, teclados y coros (1995-presente)

### Antiguos miembros
- John Spence - Voz principal (1986–1987, su muerte)
- Eric Stefani - Teclados, guitarra (1986-1994, 1995)
- Jerry McMahon - Guitarra (1986-1988)
- Chris Webb - Batería (1986-1988, 1989)
- Chris Leal - Bajo (1986-1987)
- Alan Meade - Trompeta (1986-1987, 1988), voz (1986-1987, 1988, 1989)
- Tony Meade - Saxofón (1986-1988)
- Paul Caseley - Trombón (1987-1990)
- Eric Carpenter - Saxofón (1988-1994)
- Don Hammerstedt - Trompeta (1990-1992)
- Alex Henderson - Trombón (1991-1993)
- Phil Jordan - Trompeta (1992-1995)

## Discografía
- 1992: No Doubt
- 1995: The Beacon Street Collection
- 1995: Tragic Kingdom
- 2000: Return Of Saturn
- 2001: Rock Steady
- 2003: Everything In Time
- 2003: The Singles 1992-2003
- 2003: Boom Box
- 2012: Push and Shove

### Sencillos
Listado de sencillos, ordenados según el orden de lanzamiento:
| Año  | Single              | Álbum                 |
| ---- | ------------------- | --------------------- |
| 1992 | Trapped In A Box    | No Doubt              |
| 1995 | Just a Girl         | Tragic Kingdom        |
| 1995 | Spiderwebs          | Tragic Kingdom        |
| 1996 | Don't Speak         | Tragic Kingdom        |
| 1996 | Excuse Me Mr.       | Tragic Kingdom        |
| 1997 | Sunday Morning      | Tragic Kingdom        |
| 1997 | Oi to the World *   | Everything in Time    |
| 1999 | New                 | Return Of Saturn      |
| 2000 | Ex-Girlfriend       | Return Of Saturn      |
| 2000 | Simple Kind of Life | Return Of Saturn      |
| 2000 | Bathwater           | Return Of Saturn      |
| 2001 | Hey Baby            | Rock Steady           |
| 2002 | Hella Good          | Rock Steady           |
| 2002 | Underneath It All   | Rock Steady           |
| 2003 | Running             | Rock Steady           |
| 2003 | It's My Life        | The Singles 1992-2003 |
| 2009 | Stand And Deliver   |                       |
| 2012 | Settle Down         | Push and Shove        |
| 2012 | Push and Shove      | Push and Shove        |
| 2012 | Looking Hot         | Push and Shove        |

- * Originalmente lanzado en el álbum "A Very Special Christmas 3" y más tarde incluido en el álbum "Everything In Time".

## Videografía
- 1997 Live in the Tragic Kingdom
- 2003 Rock Steady Live
- 2004 The Videos: 1992-2003

Lista de vídeos por orden de lanzamiento.
| Año  | Vídeo                                 | Álbum de la canción   | Director              |
| ---- | ------------------------------------- | --------------------- | --------------------- |
| 1992 | Trapped In A Box                      | No Doubt              | Mike Zykoff           |
| 1995 | Just A Girl                           | Tragic Kingdom        | Mark Kohr             |
| 1995 | Spiderwebs                            | Tragic Kingdom        | Marcus Nispel         |
| 1996 | Don't Speak                           | Tragic Kingdom        | Sophie Muller         |
| 1996 | Excuse Me Mr.                         | Tragic Kingdom        | Sophie Muller         |
| 1996 | Sunday Morning                        | Tragic Kingdom        | Sophie Muller         |
| 1997 | Oi to the World                       | Everything In Time    | Sophie Muller         |
| 1999 | New                                   | Return Of Saturn      | Jake Scott            |
| 2000 | Ex-Girlfriend                         | Return Of Saturn      | Hype Williams         |
| 2000 | Simple Kind of Life                   | Return Of Saturn      | Sophie Muller         |
| 2000 | Bathwater                             | Return Of Saturn      | Sophie Muller         |
| 2001 | Hey Baby ft. Bounty Killer            | Rock Steady           | Dave Meyers           |
| 2001 | Hella Good                            | Rock Steady           | Mark Romanek          |
| 2001 | Underneath It All ft. Lady Saw        | Rock Steady           | Sophie Muller / Logan |
| 2001 | Running                               | Rock Steady           | Chris Hafner          |
| 2003 | It's My Life                          | The Singles 1992-2003 | David LaChapelle      |
| 2004 | Bathwater (Invincible Overlord Remix) | The Singles 1992-2003 | Sophie Muller         |
| 2012 | Settle Down                           | Push and Shove        | Sophie Muller         |
| 2012 | Push and Shove                        | Push and Shove        | Sophie Muller         |
| 2012 | Looking Hot                           | Push and Shove        | Melina Matsoukas      |